# Jacinto Castaneda Gia
Jacinto Castaneda (1743-1773), tên Việt Nam là Gia là một linh mục thuộc Dòng Đa Minh, được Giáo hội Công giáo Rôma tôn phong Hiển Thánh vào năm 1988.
Ông sinh năm 1743 tại Javita, Tây Ban Nha. Năm 1789, ông khấn trọn dòng Đa Minh, nhận tên dòng là Jacinto rồi đến Philippin, tu học tại tu viện của dòng ở Manila. Ông được truyền chức linh mục ngày 2 tháng 6 năm 1765 và được sai  đi truyền giáo tại Trung Hoa.
Năm 1766, ông và linh mục Jose Lavilla đến Hán Khẩu. Khi đi xức dầu cho một bệnh nhân, do có người báo, hai ông bị bắt giải về Phúc Kiến, bị giam tại huyện Phú An và bị trục xuất sang Ma Cao. 
Từ Ma Cao, ngày 22 tháng 1 năm 1770, ông đến xứ Kẻ Bùi và được gửi học tiếng Việt tại Trung Linh, nhận tên Việt là Gia, rồi được bổ nhiệm làm việc tại hạt Phú Thái.
Ngày 11 tháng 7 năm 1773, khi đi từ Kẻ Non đến Lai Ổn để ban bí tích xức dầu cho một bệnh nhân, ông và thầy giảng Tân lọt vào vòng vây của quan phủ Thần Khê. Khi hai người cùng chạy trốn vào làng Gia Đạo thì bị chủ nhà đi báo quan. Khi quan đòi 3000 tiền chuộc, ông đáp: “Quan muốn tha thì tha chứ tôi không có tiền. Tôi sẵn sàng chịu mọi gian khổ, kể cả cái chết”.
Quan phủ giải ông về Phố Hiến rồi Kẻ Chợ để chúa Trịnh Sâm xét xử. Tại đây, ông tham dự cuộc tranh luận giữa 4 tôn giáo: Khổng giáo, Lão giáo, Phật giáo và Công giáo. Với kinh nghiệm giảng đạo và hiểu biết về tôn giáo tại Trung Hoa, những đối đáp của ông làm chúa khâm phục.
Không được bà mẹ của Chúa Trịnh Sâm đồng tình với quan điểm về cái chết, ông bị xử trảm tại pháp trường Đồng Mơ ngoài thành Thăng Long. Thi hài ông được mai táng tại xứ Trung Linh.